# Dominikia tetraodon
Dominikia tetraodon is een keversoort uit de familie boorkevers (Bostrichidae). De wetenschappelijke naam van de soort is voor het eerst geldig gepubliceerd in 1883 door Fairmaire.